# Leuchtturm Nieblum
Der Leuchtturm Nieblum ist ein kleiner Leuchtturm auf der deutschen Nordseeinsel Föhr in Schleswig-Holstein.

## Lage und Beschreibung
Der Turm befindet sich südlich des Ortes Nieblum auf Föhr im Kreis Nordfriesland.
Er steht direkt hinter dem Deich (circa 400 m vom Strand entfernt) am Ende des Heidweges. Vom Strand aus ist nur der Leuchtkopf sichtbar.
Der Turm hat eine Höhe von etwa zehn Metern; die Feuerhöhe befindet sich 11 Meter über MThw. Der Turm besteht aus einem runden Aluminiumturm mit aufgesetztem Lampenhaus aus Aluminium und der Lichtkanone. Der Turm ist mit Gewindebolzen an seinem Fundament befestigt. Ein kleines Betriebsgebäude steht einige Meter südlich des Turms. Der Leuchtturm Nebel in Nebel auf Amrum ist baugleich. Der ferngesteuerte Turm besitzt die Funktion eines Sektorenleitfeuers und dient der Navigation in der Ansteuerung des Rütergat zwischen der offenen Nordsee und den Inseln Amrum und Föhr. Im Rütergat steht eine starke Strömung. Die Sektoren sind sehr schmal: Grün 3°, weiß 1,5°, rot 3°. Die Tragweite des Feuers liegt bei circa 20 sm (weiß) und circa 16 sm (grün und rot).